# Reticulofilosa
A Reticulofilosa a Rhizaria Cercozoa törzsének altörzse. Osztályai a Chlorarachnea (Chlorarachnion, Bigelowiella, Lotharella, Cryptochlora, Gymnochlora) és a Proteomyxidea (Pseudospora, Leucodictyon, Reticulamoeba, Massisteria, Dimorpha, Gymnophrys, Borkovia).

## Történet
1997-ben írta le Thomas Cavalier-Smith, tagjai a Skiomonadea, a Granofilosea és a Chlorarachnea voltak.
2003-ban Cavalier-Smith és Chao a Spongomonadida rendet ide sorolták, Cavalier-Smith és Bass 2004. novemberi tanulmányukban azonban a Monadofilosába helyezték át. Ez utóbbi tanulmányban a Reticulofilosa főosztályként szerepel.
Cavalier-Smith, Chao és Lewis 2018-as tanulmánya szerint parafiletikus csoport, melynek tagjai a Chlorarachnea és a Granofilosea voltak, és korábban ágazott el a Monadofilosa kládnál, melynek őse. Kimutatták továbbá, hogy többek közt a Haptophytina Reticulosphaera, a sárgásmoszatok Leukarachnion, az Amoebozoa Stereomyxa és Leptomyxa génuszaiban és a Variosea (Conosa) altörzsben is megjelentek a hálószerű szerkezetek a Reticulofilosa Granofilosea és Chlorarachnea rendjei mellett.
Feltételezték ezenkívül, hogy a Cercozoa utolsó közös őse az első azon tagja lehet, mely kizárólag hátulsó ostorávan siklik, ez a Reticulofilosa egyik tagjára se volt jellemző – a Skiomonadea egyszerre mindkét ostoron siklik, a Chlorarachnea és a Granofilosea egyáltalán nem.

## Genetika
A Reticulofilosában nem egyesült a TPI és a GAPDH gén.
Tubulin, aktin, 18S rRNS és egyedi rRNS-nyomok alapján létrehozott filogenetikai fák alapján a Reticulofilosa és a Monadofilosa rokonok.

## Fordítás
Ez a szócikk részben vagy egészben  a   Reticulofilosa című angol Wikipédia-szócikk ezen változatának fordításán alapul.  Az eredeti cikk szerkesztőit annak laptörténete sorolja fel. Ez a jelzés csupán a megfogalmazás eredetét és a szerzői jogokat jelzi, nem szolgál a cikkben szereplő információk forrásmegjelöléseként.